# 拉吉库马尔·桑托史

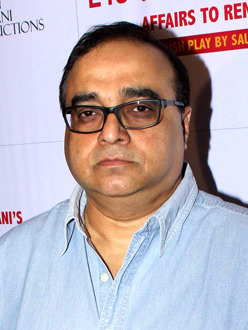
拉吉库马尔·桑托史

拉吉库马尔·桑托史（1956年7月17日—）印度电影导演、制片人兼印地语电影编剧。他曾獲得三项印度國家電影獎和六项印度電影觀眾獎。拉吉库马尔·桑托史於1982年進入電影界，担任助理导演。